# Le Héros des siècles
 (avril 2024).
Si vous disposez d'ouvrages ou d'articles de référence ou si vous connaissez des sites web de qualité traitant du thème abordé ici, merci de compléter l'article en donnant les références utiles à sa vérifiabilité et en les liant à la section « Notes et références ».
Le Héros des siècles (titre original : The Hero of Ages) est un roman de fantasy de Brandon Sanderson, paru en 2008 aux États-Unis, et en 2013 en France. C'est le troisième et dernier tome du cycle original de Fils-des-brumes.

## Résumé
Après avoir libéré par erreur l'entité malfaisante Ravage, le désormais empereur Elend Venture et son épouse Vin doivent se presser pour sauver le monde face à Ravage et ses inquisiteurs, alors que la cendre se fait de plus en plus drue et menace d'étouffer le monde. Seul le retour du mythique Héros des Siècles de la prophétie est en mesure d'apporter un espoir dans cette lutte désespérée.